# Balaustion
Balaustion es un género de plantas perteneciente a la familia Myrtaceae. Nativo y endémico del sudoeste de Australia. Está constituido por especies de arbustos perennes, ricos en aceites esenciales. Crecen en zonas pantanosas al igual que en terrenos secos.

## Descripción
Las hojas son, en general, pequeñas, opuestas, glabras, herbáceas o coriáceas. Las flores son hermafroditas y la polinización pode ser realizada por insecto o por aves. El fruto es una cápsula. 

## Especies
- Balaustion microphyllum, C.A.Gardner
- Balaustion pulcherrimum, Hook.

## Sinonimia
- Punicella Turcz., Bull. Cl. Phys.-Math. Acad. Imp. Sci. Saint-Pétersbourg 10: 333 (1852).
- Cheynia J.Drumm. ex Harv., Hooker's J. Bot. Kew Gard. Misc. 7: 56 (1855).[1]